# Özge
Özge  è un nome proprio di persona turco maschile e femminile.

## Origine e diffusione
Il nome riprende l'aggettivo özge, che significa "unico", "differente", "distinto".

## Onomastico
Il nome è adespota, quindi l'onomastico cade il 1º novembre, giorno di Ognissanti.

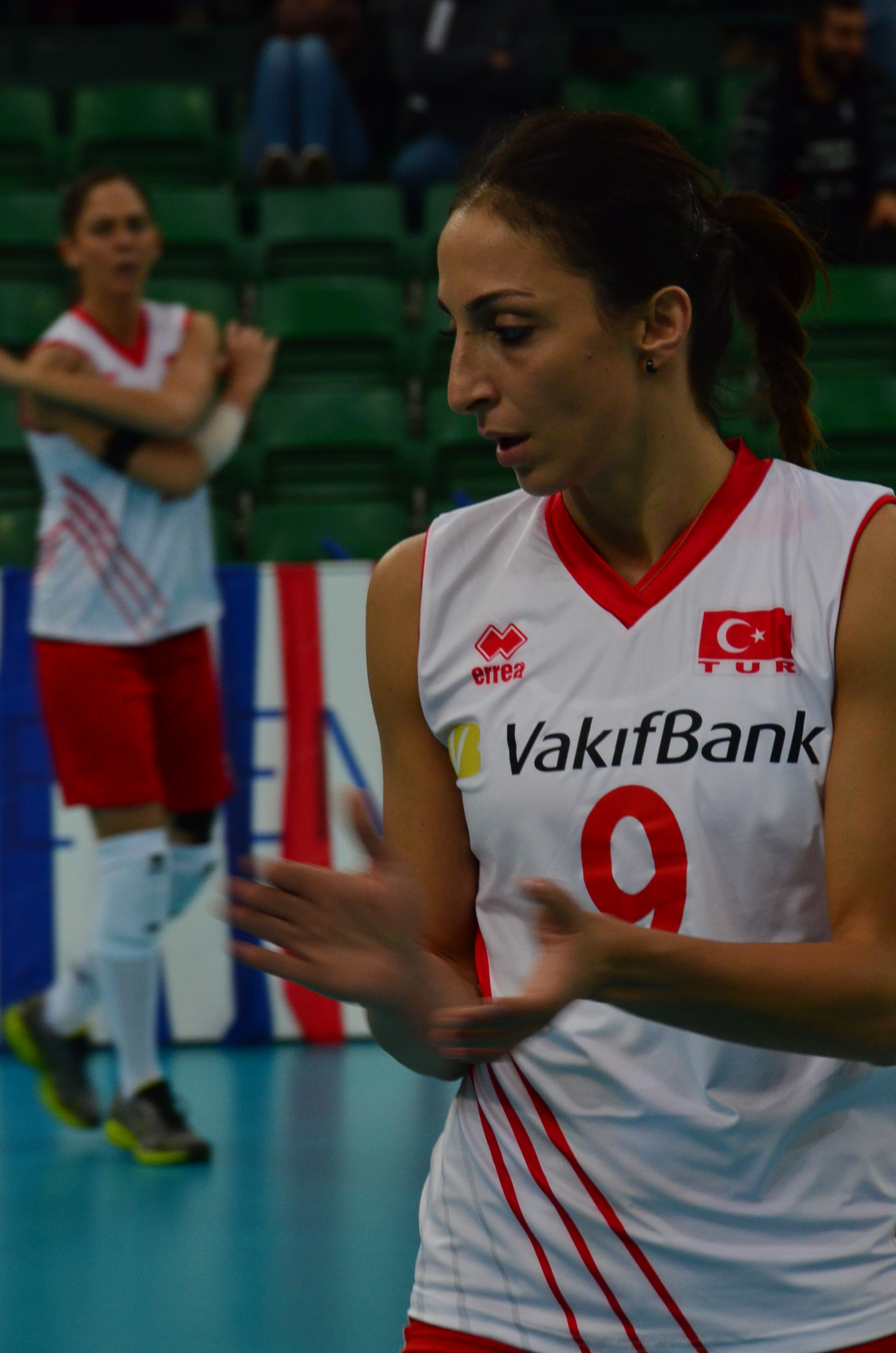
Özge Kırdar

## Persone

### Femminile
- Özge Gürel, attrice turca
- Özge Kırdar, pallavolista turca
- Özge Yurtdagülen, pallavolista turca